# Tumen (Rapper)
Tumen (* 14. Februar 1992 in Wädenswil; bürgerlich Tanju Solinas) ist ein Schweizer Rapper aus Gattikon.

## Biografie
Tumen wuchs mit seiner alleinerziehenden Mutter und seiner Schwester in Gattikon auf. Im Alter von 11 Jahren begann Tumen mit Rap. Gemeinsam mit einigen Freunden nahm er in einem Keller in der Region seine ersten Songs auf. Die Formierung löste sich jedoch nach einigen Monaten wieder auf, da lediglich Tumen weiterhin rappte. So war er in Zukunft stärker auf seine Solokarriere fokussiert und veröffentlichte 2005 die beiden Free-EPs Ächte Rap Part 1 und Ächte Rap Part 2. Ein Jahr darauf folgte Ächte Rap Part 3, auf der unter anderer Gleiszwei vertreten war. Kurz vor der Veröffentlichung dieses Tonträgers stieg Tumens Bekanntheitsgrad in der gesamten Schweiz durch zahlreiche Interviews mit Schweizer Medien wie 20 Minuten, die Tumen als jüngsten Rapper der Schweiz bezeichnete.
So war Tumen mit einem Song und einem Skit, jeweils mit Gleiszwei und J.J., auf dem Schweizer Rap-Sampler Schwiizer Rap Garde: The Next Generation vertreten, der im Dezember 2006 über Universal Music erschien.
Ende des Jahres wurde Tumen vom Schaffhauser Hip-Hop-Label Exodium unter Vertrag genommen.
Am 13. Februar 2007 veröffentlichte Tumen eine Hymne für den FC Zürich, die von Beatbone produziert wurde. Der Song wurde fortan in der Rückrunde der Saison 2006/2007 bei jedem Heimspiel gespielt. Zudem wurde Tumen auf der Titelseite der Gratiszeitung 20 Minuten abgebildet.
Am 31. März 2007 erschien das Mixtape Young Blood, das gleichzeitig das erste Release einer LP für Tumen darstellte. Darauf waren unter anderem Gastbeiträge von Gimma, Bensch, Lügner, LIV und Tommy Vercetti enthalten. Mit dieser Veröffentlichung war er der jüngste Schweizer Rapper, der jemals eine LP veröffentlichte.
In Zukunft trat er vermehrt auch live auf. So war er im Juli 2007 am Touch the Lake Festival als Openmic Newcomer zu sehen, an dem auch Dilated Peoples, Spezializtz, Prinz Pi oder Blumentopf auftraten.
Anschliessend erschien der Song True Story, der sich Tumens Vater widmet. In dem Lied fordert er ihn auf, sich bei Tumen zu melden. Der Song erreichte sein Ziel und sein Vater meldete sich bei Tumen. Zudem erschien das Online-Mixtape Made in 48h.
Mitte 2008 starteten dann die Arbeiten an seinem Debütalbum Futurama. Nebenbei erschien der vierte Teil der Ächte Rap-Serie, wiederum als Gratis-Download. Darauf war auch der Song Zeiche setze enthalten, der die Ausschreitungen am Rande des Fussballspiels FC Zürich – FC Basel behandelte. Des Weiteren erschien die Online-Single Augen zu und durch, die sich Michael Hirte widmet.
Nach mehrmaligen Verschiebungen erschien schliesslich am 10. Dezember 2010 Tumens Debütalbum Futurama. Darauf waren insgesamt 19 Tracks und Features von J.J., Guerrero und Eko Fresh enthalten. Das Album wurde grösstenteils von Tibner 97ner und Stern Eis produziert.

## Diskografie
Alben
- 2007: Young Blood (Mixtape)
- 2010: Futurama

EPs
- 2005: Ächte Rap Part 1 (Online-EP)
- 2005: Ächte Rap Part 2 (Online-EP)
- 2006: Ächte Rap Part 3
- 2006: Wörker-Syndrom (Online-EP mit J.J)
- 2008: Ächte Rap Part 4 (Online-EP)
- 2008: Made in 48h0 (Online-Mixtape)

Freetracks
- 2007: True Story
- 2007: FCZ Nr.1 Hymne
- 2008: Augen zu und durch